# Бой (пудель)
Бой (англ. Boy 1638 — 1644) — белый пудель охотничьей породы, принадлежавший Руперту Пфальцскому. Приобрёл известность в ходе гражданской войны в Англии, погиб в битве при Мастон-Муре 2 июля 1644 года.

## Истоки
Бой был подарен принцу Руперту, когда он находился в заключении в крепости Линц во время Тридцатилетней войны после пленения австрийцами по итогу битвы при Флото Обеспокоенный тяжелым положением Руперта граф Арундела Томас Говард прислал ему животное, чтобы составить ему компанию во время заключения. Собака была редкой породой белого охотничьего пуделя.
Вероятно, Руперту в Германии подарили двух пуделей: чёрного и белого. Чёрный был потерян в начале войны; печально известным стал белый выживший. Иногда его называли «Лужей» (англ. puddle), по сходству со словом «пудель» (poodle), но известно, что его называли «Мальчик»; хотя это могла быть девочка.
Бой был настолько впечатляющим и известным по всей Европе, что тогдашний османский султан Мурад IV попросил своего посла попытаться найти ему похожее животное. Бой сопровождал Руперта во время его путешествий до 1644 года..

## Пропаганда
Руперт был предметом культа среди роялистов, и часто становился объектом парламентской пропаганды. Часто сопровождавший хозяина в битвах пёс сыграл важную роль в этом, многие подозревали животное в том, что тот был фамильяром.
Было множество рассказов о способностях Боя. Согласно брошюре того времени, Бой умел:
- пророчествовать или предсказывать будущее не хуже Матушки Шиптон[7],
- находить спрятанные сокровища и предметы,
- говорить на многих языках (включая иврит и высокий голландский),
- делать себя и своего хозяина неуязвимыми для пуль,
- делать себя невидимым,
- ловить ртом посланные в Руперта пули,
- принимать форму других людей,
- причинять смерть или ранение тем, кто обидел его,
- мешать людям принимать рациональные решения

Джон Кливленд и другие сатирики и пародисты из лагеря роялистов выпускали памфлеты, высмеивающие предполагаемые «суеверия» и «легковерность» сторонников парламента. Кливленд утверждал, что Бой был фамильяром-оборотнем принца Руперта и имел демоническое происхождение. Другие сатирики предположили, что Бой был «лапландской леди», превратившейся в белую собаку. Солдаты-роялисты повысили бывшего их талисманом Боя до звания генерал-майора.
Сообщается, что Бой задирал ногу, когда слышал имя лидера парламентских сил Джона Пима. Он также якобы выступал для Карла I, спал в постели принца Руперта и играл с принцами Карлом, Яковом и Генри и принцессой Генриеттой, и сам Карл I часто кормил его ростбифом и грудкой каплуна.
К январю 1643 года сторонники короля пили за здоровье собаки принца Руперта.
Бой был зарегистрирован как первая официальная военная собака.

## Смерть

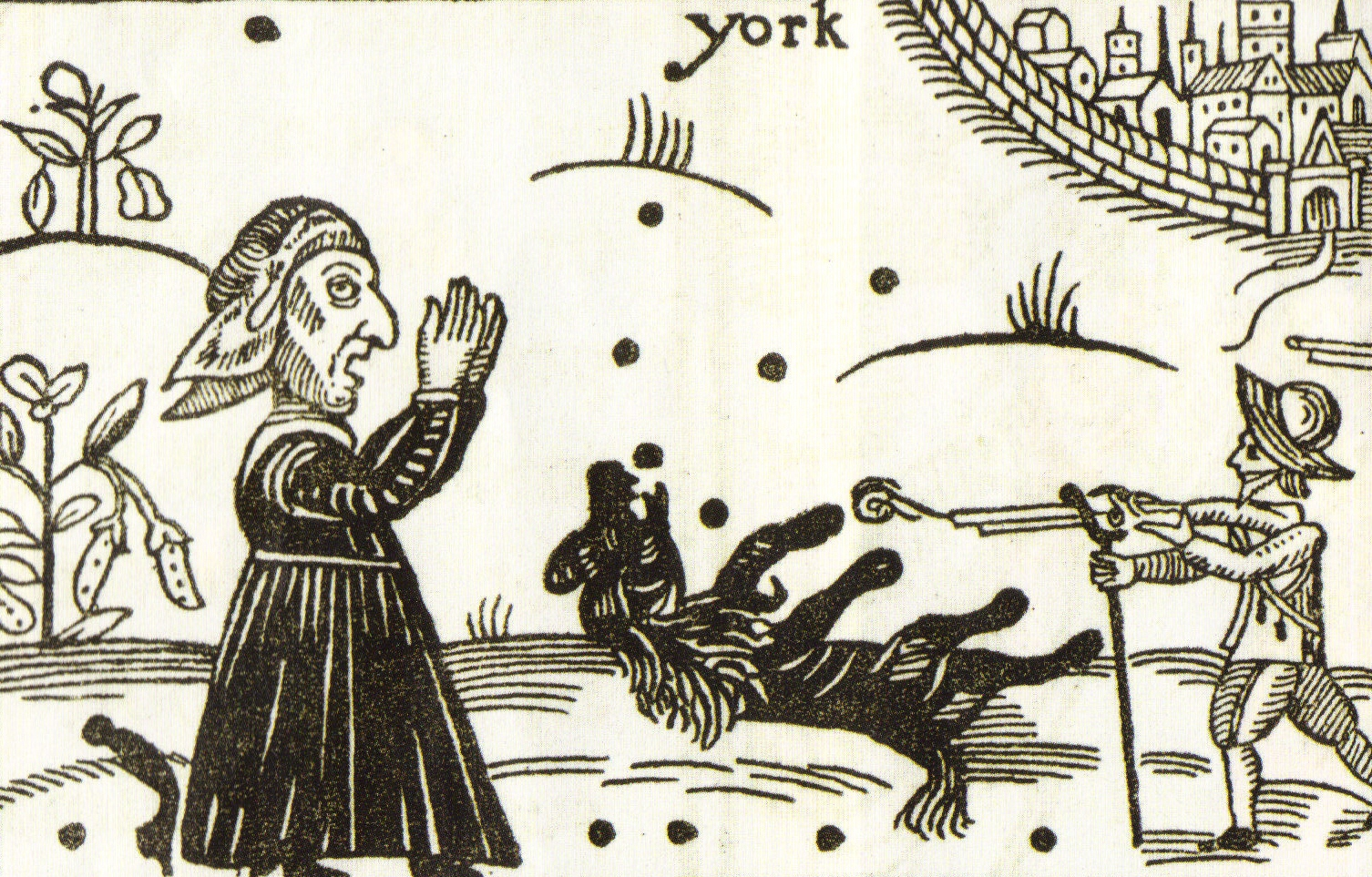
Смерть Боя. Работа по дереву (ок. 1644 год).

Бой погиб во время битвы при Марстон-Мур в 1644 году. Его оставили надежно связанным в лагере роялистов, но он сбежал и погнался за хозяином. Ход сражения складывался не в пользу сторонников короля, и Руперт был вынужден бежать с поля боя. Собака была убита в ходе завязавшегося сражения. Смерть животного начали изображать ещё современники на деревянных гравюрах, где животное лежит мёртвым вниз головой.

## Работы о Бое
- Observations Upon Prince Rupert’s White Dog called Boy (Anonymous, 1642)[11]
- A Dialogue, or Rather a Parley, between Prince Rupert’s Dog whose name is Puddle and Tobies Dog, whose name is Pepper (Anonymous, 1643)[11]
- The Parliament’s Unspotted Bitch (Anonymous, 1643)[11]
- The Parliament’s Unspotted Bitch (Cover — Anonymous, 1643)[15]
- A Dog’s Elegy: Elegy of Prince Rupert’s Tears for the Late Defeat at Marston Moor where his Beloved Dog named Boy was killed by a Valiant Soldier (Anonymous, 1644)[11]